# Cabeza de león

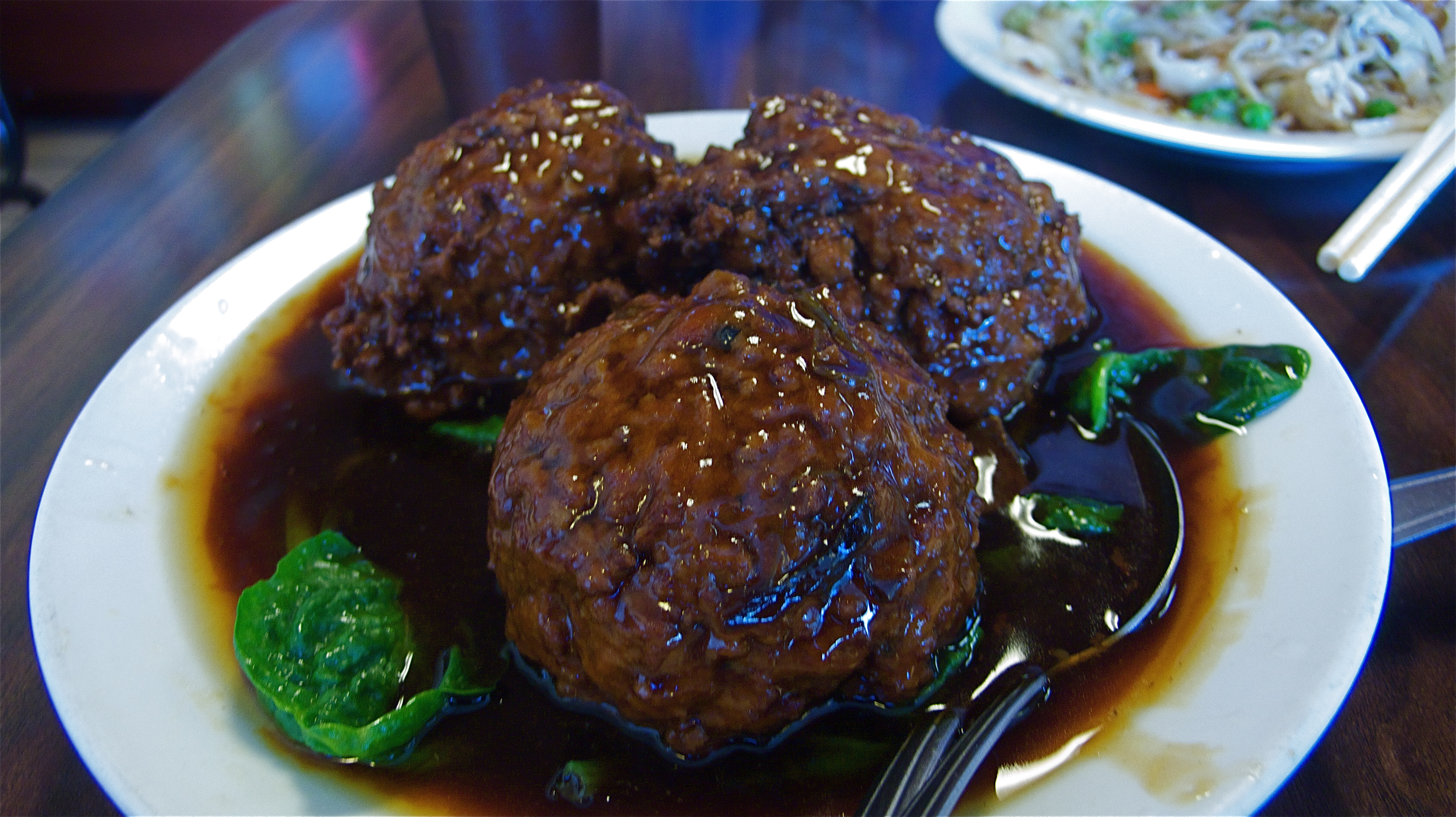
Cabeza de león (plato).

La cabeza de león (en chino simplificado, 狮子头; en chino tradicional, 獅子頭; pinyin, shīzi tóu) es un plato Huaiyang que consiste en una gran  albóndiga (de tamaño en torno a unos 7–10 cm de diámetro) cocido en un caldo de vegetales. Existen dos variedades: la blanca (o simple), y la roja (cocinada con salsa de soja). La variedad blanca se sirve hervida o cocinada al vapor con la col china. La variedad roja puede ser cocida con col y acompañada de brotes de soja y derivados de tofu. 

## Historia
El nombre deriva de la forma de la col, que junto con la albóndiga se asemejan a la cabeza de un león. El plato se originó en la región Yangzhou y Zhenjiang en la provincia de Jiangsu, con la variedad blanca es más común en Yangzhou y la variedad roja es más común en Zhenjiang. El plato se convirtió en una parte de gastronomía de Shanghái con la afluencia de nómadas en el siglo XIX y los comienzos del siglo XX.
En el norte de China, especialmente en Pekín, el plato se conoce como “Sixi Wanzi” (“cuatro bolas felices”) porque las albóndigas se sirven generalmente en un sistema de cuatro. Estas albóndigas tienden para ser más pequeñas que en el sur de China.
- Datos: Q3234952